# Teatr Kameralny w Szczecinie
Teatr Kameralny Szczecińskiego Towarzystwa Przyjaciół Sztuki – teatr miejski w Szczecinie, powstały w 2000 roku, znajdujący w centrum miasta, w zabytkowym budynku barokowej Bramy Portowej w Szczecinie.

## Budynek teatru
Teatr Kameralny w Szczecinie mieści w centrum miasta, w zabytkowym budynku Bramy Portowej, będącej jedną z bram miejskich, zbudowanych w stylu barokowym w latach 1725–1727 według projektu holenderskiego projektanta fortyfikacji Gerharda Corneliusa van Wallrawe (autora m.in. przebudowy twierdz kłodzkiej i magdeburskiej), zaś zewnętrzna ściana bramy ozdobiona została przez francuskiego rzeźbiarza Bartholome Damarta. W 2014 roku dokonano prac remontowanych wewnątrz Teatru, dostosowując go do funkcji instytucji kultury a następnie w 2017 w ramach prowadzonych prac konserwatorskich odrestaurowano również i gmach obiektu.

## Historia oraz działalność teatru
Teatr Kameralny w Szczecinie powstał w 2000 roku z inicjatywy przedstawicieli środowisk aktorskich oraz ludzi kultury w Szczecinie, prezentując swój repertuar w kamienicach na szczecińskim podzamczu. Od 2014 roku mieści się w obecnej siedzibie, prezentując spektakle głównie z zakresu polskiego teatru dramatycznego, a także tematyki ogólnospołecznej. Aktorzy Teatru Kameralnego brali udział również w licznych inicjatywach kulturalnych, będąc zaangażowanym m.in. w produkcję słuchowisk radiowych. Z inicjatywy ambasadora RP we Francji Tomasza Orłowskiego aktorzy wystawiali swoje widowiska również we Francji, m.in. w paryskiej Sali Cortot.

## Aktorzy współpracujący z Teatrem Kameralnym w Szczecinie
- Michał Janicki (także reżyser oraz kierownik artystyczny teatru)
- Andrzej Zaorski
- Jerzy Gruza
- Anna Seniuk
- Maciej Miecznikowski
- Andrzej Poniedzielski